# Alexander Hore–Ruthven, 1. hrabě z Gowrie
Alexander Gore Arkwright Hore–Ruthven, 1. hrabě z Gowrie (Alexander Gore Arkwright Hore–Ruthven, 1st Earl of Gowrie, 1st Viscount Ruthven of Canberra, 1st Baron Ruthven of Canberra, 1st Baron Ruthven of Gowrie; 6. července 1872 Windsor, Anglie – 2. května 1955 Shipton Moyne, Anglie) byl britský státník a důstojník ze staré šlechtické rodiny. Od mládí sloužil v armádě a zúčastnil se první světové války, poté byl důstojníkem generálního štábu. Od roku 1928 působil v koloniích a díky prodlouženému funkčnímu období za druhé světové války byl historicky nejdéle úřadujícím generálním guvernérem v Austrálii (1936–1945). V roce 1945 byl povýšen na hraběte.

## Vojenská kariéra

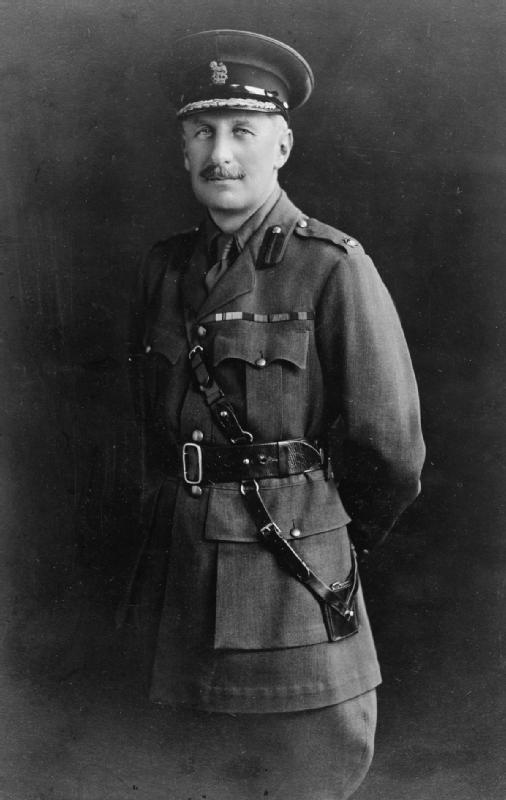
Alexander Hore–Ruthven jako důstojník britské armády počátkem 20. století

Pocházel z irského šlechtického rodu Hore, který v roce 1853 přijal jméno vymřelého skotského rodu Ruthven (Hore–Ruthven), titul barona s platností pro Skotsko náležel Ruthvenům od roku 1631. Narodil se do početné rodiny podplukovníka Waltera Hore–Ruthvena, 9. barona Ruthvena (1838–1921), po matce Caroline Gore (1848–1914) byl potomkem irské šlechtické rodiny hrabat z Arranu. Alexander studoval ve Winchesteru a Etonu, od mládí sloužil v armádě, mimo jiné v Kanadě a Egyptě. Koncem 19. století se v hodnosti kapitána zúčastnil tažení do Súdánu a v roce 1899 získal Viktoriin kříž. V letech 1905–1908 byl pobočníkem irského místokrále a v letech 1908–1910 vojenským tajemníkem generálního guvernéra v Austrálii (v obou funkcích byl podřízeným hraběte Dudleye). Poté jako důstojník sloužil v Indii a za první světové války se uplatnil na bojištích v Evropě, v roce 1916 byl těžce zraněn u Gallipoli. V roce 1918 byl povýšen na brigádního generála (hodnost pouze dočasného charakteru po dobu války), téhož roku získal Řád lázně a Řád sv. Michala a sv. Jiří. V letech 1919–1920 působil u britských okupačních vojsk v Německu. Teprve v roce 1922 dosáhl stálé hodnosti plukovníka a poté působil na různých postech u generálního štábu.

## Guvernér v Austrálii

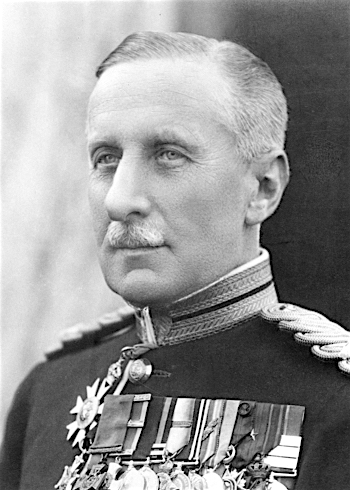
Baron Gowrie jako nastupující generální guvernér v Austrálii (1936)

Na třech guvernérských postech v Austrálii strávil celkem 17 let. V letech 1928–1934 byl guvernérem v Jižní Austrálii, věnoval se hodně cestování a díky své profesi se zajímal o problematiku armády. Během světové hospodářské krize aktivně zasahoval i do politiky a v letech 1934–1936 zastával funkci guvernéra Nového Jižního Walesu. Ještě před návratem do Anglie byl povýšen na barona a povolán do Sněmovny lordů (1935), zároveň obdržel velkokříž Řádu sv. Michala a sv. Jiří. Vzápětí byl jmenován na post generálního guvernéra Austrálie (1936–1944), když tuto funkci předtím odmítl 2. markýz z Linlithgow, syn prvního australského generálního guvernéra 1. markýze z Linlithgow. Původně byl úmysl jmenovat do funkce rodilého Australana, ale Hore–Ruthven měl ze svého předchozího působení v Jižní Austrálii a Novém Jižním Walesu dostatečnou popularitu i autoritu, navíc politická role generálního guvernéra v té době již ustupovala do pozadí na úkor ceremoniálních záležitostí, od roku 1937 byl členem Tajné rady. V roce 1938 navštívil kolonie v Nizozemské východní Indii a jednalo se o první případ, kdy australský generální guvernér zastupoval Australský svaz v zahraničí. S diplomatickým taktem se zároveň zúčastnil politických jednání a za druhé světové války podporoval australskou účast v rámci britské armády. Během války mu bylo prodlouženo tradiční pětileté funkční období a v Austrálii nakonec setrval až do září 1944. Ve funkci generálního guvernéra jej následoval vévoda z Gloucesteru, mladší bratr krále Jiřího VI., který úřad fakticky převzal až v lednu 1945.
Po návratu do Anglie byl povýšen na hraběte z Gowrie (1945) a v letech 1945-1952 zastával čestnou funkci guvernéra Windsoru. Získal čestné doktoráty na univerzitách v Oxfordu a Edinburghu. Kromě britských řádů a vyznamenání obdržel za první světové války francouzský Válečný kříž.

## Rodina
V roce 1908 se oženil se Zarou Eilenn Pollok (1879–1965), která se v Austrálii věnovala charitě a podpoře skautingu. Měli spolu dvě děti, mladší syn Alistair (1917–1918) zemřel v dětství, starší syn Patrick (1913–1942) padl v hodnosti majora za druhé světové války v Libyi. Současným představitelem rodu je Alexander Hore–Ruthven, 2. hrabě z Gowrie (*1939), který jako člen Konzervativní strany zastával několik funkcí ve vládě Margaret Thatcherové.
Alexanderův starší bratr Walter Patrick Hore–Ruthven, 10. baron Ruthven (1870-1956) dosáhl za první světové války hodnosti generálmajora a později zastával post guvernéra Guernsey (1929–1934).